# 松下桃太郎
松下 桃太郎（まつした ももたろう、1988年3月3日 - ）は、日本のカヌー選手、陸上自衛官（2021年時点で3等陸曹）。2012年ロンドンオリンピックの男子 K-2 200 m，K-1 200 m，2020年東京オリンピックの男子 K-4 500 m，K-1 200 mに出場。

## 経歴
1988年3月3日、石川県小松市で誕生した。おとぎ話の主人公と同じ名前なのは桃の節句に生まれたから。
カヌー選手だった父親の影響で小学生のころから競技を始める。
中学時代は地元の小松市立松東中学校に通いながら、父の指導のもと、木場潟カヌー競技場で腕を磨く。
高校は石川県立小松商業高等学校に進学。同世代では日本トップクラスの実力を発揮し注目を集めた松下は2006年、日本選手権で3種目制覇を果たした。
2008年の北京五輪はカヤックペア500メートルのアジア最終予選でウズベキスタンの後塵を拝すし，オリンピック出場を逃す。
2010年、中国の広州で開催されたアジア競技大会では、K-1 200 mで優勝、水本圭治と組んだK-2 200 mでも優勝し、2冠を達成した。アジア大会での日本人選手の金メダルは初の快挙であった。
2011年、ロンドン五輪アジア最終予選会を兼ねたアジア選手権のK-2 200 mでは藤嶋大規とともに優勝を果たし、悲願のオリンピック出場を決めた。
2012年のロンドンオリンピックでは，男子カヤックとしては28年ぶりにオリンピックに出場。K-2 200 mでは藤嶋大規とペアを組み10位、K-1 200 mで11位であった。
2014年に開催された仁川アジア大会では藤嶋大規とともにK-2 200 mで優勝。
2019年，東京五輪予選を兼ねたカヌー・スプリントの世界選手権がハンガリーのセゲドで行われ、男子カヤックフォア500メートルの順位決定戦で日本がアジア最上位の3着で全体12位となり、水本圭治，藤嶋大規，宮田悠佑らとともに東京五輪の出場枠を獲得した。
2021年，東京オリンピックにK-1 200 m，K-4 500 mに出場。最終成績はK-4 500 mでは11位，K-1 200 mでは16位だった。